# Station Accolay
Station Halte d'Accolay is een spoorwegstation in Accolay in de Franse gemeente Deux Rivières.